# Capnobotryella renispora
Capnobotryella renispora är en svampart som beskrevs av Sugiy. 1987. Capnobotryella renispora ingår i släktet Capnobotryella, ordningen Capnodiales, klassen Dothideomycetes, divisionen sporsäcksvampar och riket svampar.   Inga underarter finns listade i Catalogue of Life.